# Elena Furiase
Elena Dolores Furiase González (Madrid, 9 de marzo de 1988) es una actriz española. En 2006 empezó a estudiar comunicación audiovisual, pero debido a la interpretación y a su popularidad con el personaje de Vicky en la serie El internado, abandonó sus estudios.

## Biografía
Nació el 9 de marzo de 1988, hija de la cantante y actriz Lolita Flores y el productor y empresario argentino Guillermo Furiase. Pertenece a una de las sagas de artistas más conocidas de España, los Flores. Fue amadrinada por Carmen Ordóñez, íntima amiga de su madre. Tiene un hermano menor, Guillermo Antonio, que se dedica a la música. El 19 de marzo de 2018, confirmó a través de su cuenta de Instagram el embarazo de su primer hijo. Su pareja es el músico Gonzalo Sierra Martín-Garea, amigo de su hermano Guillermo Antonio.
El 12 de octubre de 2018 nació en Madrid su primer hijo, Noah Sierra Furiase.
El 18 de septiembre de 2021 contrajo matrimonio con el padre de su hijo en la Dehesa de Monteenmedio en Vejer de la Frontera.
El 4 de julio de 2022 nació en Madrid su hija, Nala Sierra Furiase.
Es nieta de los cantantes El Pescaílla y Lola Flores, sobrina de los cantantes Antonio y Rosario Flores, sobrina nieta de la cantante Carmen Flores, y sobrina segunda del exfutbolista y entrenador Quique Sánchez Flores.

## Carrera como actriz
Desde 2007 hasta 2010 protagonizó la exitosa serie de Antena 3, El internado, donde dio vida al personaje de Vicky durante sus siete temporadas. En 2008 participó en El libro de las aguas junto a Álex González.
En 2009 participó en dos películas: Cruzando el límite, dirigida por Xavi Giménez, y The Anguish, dirigida por Jordi Mesa. En 2010 formó parte de la película Don Mendo Rock ¿La venganza? dirigida por José Luis García Sánchez y que contaba con la participación de Paz Vega. Además participó en un capítulo de la serie Imperium interpretando a Petra.
En 2011 protagonizó la obra de teatro Crimen perfecto dirigida por Víctor Conde. Por recomendación médica, Elena tuvo que abandonar la obra de teatro Crimen perfecto, así como rechazar su integración en la serie Bandolera, de Antena 3. En 2012 participó en la webserie Sombras interpretando a Aly.
En 2013 se incorporó a la serie Amar es para siempre de Antena 3 interpretando el personaje de Olga. Participó en Imprescindibles, junto a su prima Alba Flores en un documental emitido por TVE sobre su abuela Lola Flores y en la película Un dios prohibido, dirigida por Pablo Moreno, y en el cortometraje Diente por diente. En 2015 colaboró en un capítulo de la serie Gym Tony interpretando el personaje de Paula y rodó tres películas: Poveda, Luz de Soledad y Harvey Johnson. En enero de 2016 se emitió el capítulo «El último Ferry» de Cuéntame cómo pasó en el que interpretó el personaje de Gracia.
El 1 de enero de 2018 hizo de jurado en la gala especial de año nuevo del programa Tu cara me suena 6 en Antena 3. En septiembre de 2020 empezó a colaborar en el programa de cocina de La 1 de TVE Como sapiens. En diciembre de 2020 se estrena en cines la película Rosalinda, basada en la obra Como gustéis de William Shakespeare, bajo la dirección de Ramón Luque.

## Filmografía

### Cine
| Año  | Título                       | Personaje       | Director                 | Notas        |
| ---- | ---------------------------- | --------------- | ------------------------ | ------------ |
| 2008 | El libro de las aguas        | Amalia          | Antonio Giménez-Rico     |              |
| 2009 | Cruzando el límite           | Sandra          | Xavi Giménez             |              |
| 2009 | The Anguish                  | Martina         | Jordi Mesa               |              |
| 2010 | Don Mendo Rock ¿La venganza? | Jazmín          | José Luis García Sánchez |              |
| 2012 | Rotos                        | Chica           | Roberto Pérez Toledo     | Cortometraje |
| 2012 | Cuándo la luz roja se apague | Sara            | Jerónimo Cantero         | Cortometraje |
| 2012 | Síndromes, vol.1: Estocolmo  | Luna            | Sergio González          | Cortometraje |
| 2013 | Un dios prohibido            | Trini           | Pablo Moreno             |              |
| 2013 | Diente por diente            | Julia           | Álvaro P. Soler          | Cortometraje |
| 2014 | Caracol                      | Madre           | Román Reyes              | Cortometraje |
| 2014 | Creo que te quiero           | Laura           | Lucía Forner Segarra     | Cortometraje |
| 2015 | En camino                    | Paula           | Angelo Khemlani          | Cortometraje |
| 2015 | Yo no he sido                | Alba            | Ángel Ripalda            | Cortometraje |
| 2016 | Luz de Soledad               | Magdalena       | Pablo Moreno             |              |
| 2016 | Harvey Johnson               | Capitana Carter | Víctor López Muñoz       |              |
| 2016 | Tu último día                | María           | Arturo García Zamudio    | Cortometraje |
| 2016 | Poveda                       | Pepita Segovia  | Pablo Moreno             |              |
| 2020 | Rosalinda                    | Celia           | Ramón Luque              |              |
| 2020 | Vampus Horror Tales          | Marta           | Manuel Martínez Velasco  |              |
| 2022 | Bien, bien                   | María           | Álvaro García Company    | Cortometraje |
| 2023 | Venus                        | Paloma          | Víctor Conde             |              |
| 2023 | La sirvienta                 | Julia           | Pablo Moreno             |              |

### Televisión

#### Series
| Año       | Título                   | Personaje                 | Cadena               | Notas         |
| --------- | ------------------------ | ------------------------- | -------------------- | ------------- |
| 2007-2010 | El internado             | Victoria «Vicky» Martínez | Antena 3             | 71 episodios  |
| 2012      | Imperium                 | Petra                     | Antena 3             | 1 episodio    |
| 2012      | Sombras                  | Aly                       |                      | 5 episodios   |
| 2013      | Amar es para siempre     | Olga Lozano               | Antena 3             | 48 episodios  |
| 2015      | Gym Tony                 | Paula                     | Cuatro               | 1 episodio    |
| 2016      | Cuéntame cómo pasó       | Gracia                    | La 1                 | 1 episodio    |
| 2016      | El Ministerio del Tiempo | Micaela Amaya             | La 1                 | 1 episodio    |
| 2016-2017 | ¿Qué fue de Jorge Sanz?  | Elena                     | Canal+               | 2 episodios   |
| 2018      | Centro médico            | Dra. Eva Soria            | La 1                 | 62 episodios  |
| 2018      | Arde Madrid              | Carmen Mateo              | Movistar Plus+       | 1 episodio    |
| 2023      | Mía es la venganza       | Lucía Serrano Domínguez   | Telecinco / Divinity | 110 episodios |

#### Programas
| Año       | Título                                   | Notas                         |
| --------- | ---------------------------------------- | ----------------------------- |
| 2008      | Password                                 | Invitada                      |
| 2013      | Imprescindibles                          | Documental                    |
| 2014      | Todo va bien                             | Colaboradora                  |
| 2015      | En la tuya o en la mía                   | Invitada                      |
| 2018      | Viajeras con B                           | Presentadora                  |
| 2018      | Tu cara me suena: Concierto de Año Nuevo | Jurado                        |
| 2018      | Dicho y hecho                            | Concursante - 4.ª clasificada |
| 2019      | MasterChef Celebrity España              | Concursante - 5.ª expulsada   |
| 2020-2021 | Como sapiens                             | Colaboradora                  |
| 2021      | Aquí la Tierra                           | Colaboradora                  |
| 2023      | 25 palabras                              | Invitada                      |
| 2023      | Grand Prix del verano                    | Invitada                      |

### Teatro
| Año       | Título                                                        | Personaje                    | Notas                |
| --------- | ------------------------------------------------------------- | ---------------------------- | -------------------- |
| 2002      | Teatro fantástico                                             | Colombina                    | Ainhoa Amestoy d'Ors |
| 2004      | Un beso para la bailarina verde o cómo perderse en el Thyssen | Girasoles                    | Ainhoa Amestoy d'Ors |
| 2006      | En alta mar                                                   | Grande                       | Ainhoa Amestoy d'Ors |
| 2008-2009 | Olvida los tambores                                           | Alicia                       | Víctor Conde         |
| 2011      | Crimen perfecto                                               | Grace Kelly / Margot Wendice | Víctor Conde         |

## Videografía
- 2009: «La Lola» de Radio Macandé.

## Premios
- Premio Joven 2007 por su trabajo en El internado (2007)
- Premio K actriz revelación (2008)
- Premio Punto Radio Proyección profesional (2010)
- Premio Auguri Sita Murten el Festival de tv zoom (2012)
- Premio Dedal de Oro a la imagen pública (2013)
- Premio Festival de Cine y Vino Ciudad de La Solana, en reconocimiento al trabajo (2013)
- Premio Woman´s Week por la labor humanitaria (2013)
- Premio Kerygma por talento joven (2013)
- Premio como mejor actriz en el festival de Cine de la Mujer, Granada, por Diente por diente (2014)
- Premio Joven actriz solidaria en el XIII Festival Internacional de Cine Social de Castilla-La Mancha, otorgado por la Fundación Lumiere (2016)

## Trabajos publicados
- El mundo secreto de Árbal (2023). ISBN 9788411759021